# Jacqueline Mars
Jacqueline Mars (née le 10 octobre 1939 ou 1940) est une héritière et investisseuse américaine. 
Elle siège au conseil d'administration du groupe agro-alimentaire américain Mars Incorporated depuis 1973.

## Biographie
Jacqueline Mars est la fille de Forrest Edward Mars, Sr. et la petite-fille de Franklin Clarence Mars, fondateur du groupe familial. Cadette de la famille Mars, Jacqueline grandit dans la propriété de ses parents, située à The Plains en Virginie, avec ses frères Forrest Jr. et John. Elle est diplômée du Bryn Mawr College en anthropologie.
En 1961, Jacqueline Mars épouse David Badger, qui devient par la suite cadre de l'entreprise Mars. Le couple a trois enfants et divorce en 1984. Elle se remarie avec Hank Vogel en 1986, duquel elle divorce durant les années 1990.
Depuis 1973, Jacqueline Mars siège au conseil d'administration de l'entreprise familiale, dont elle est vice-présidente. En mars 2010, son patrimoine est évalué à 11 milliards de dollars par le magazine Forbes, ce qui fait d'elle la 52e fortune mondiale.